# Hemi

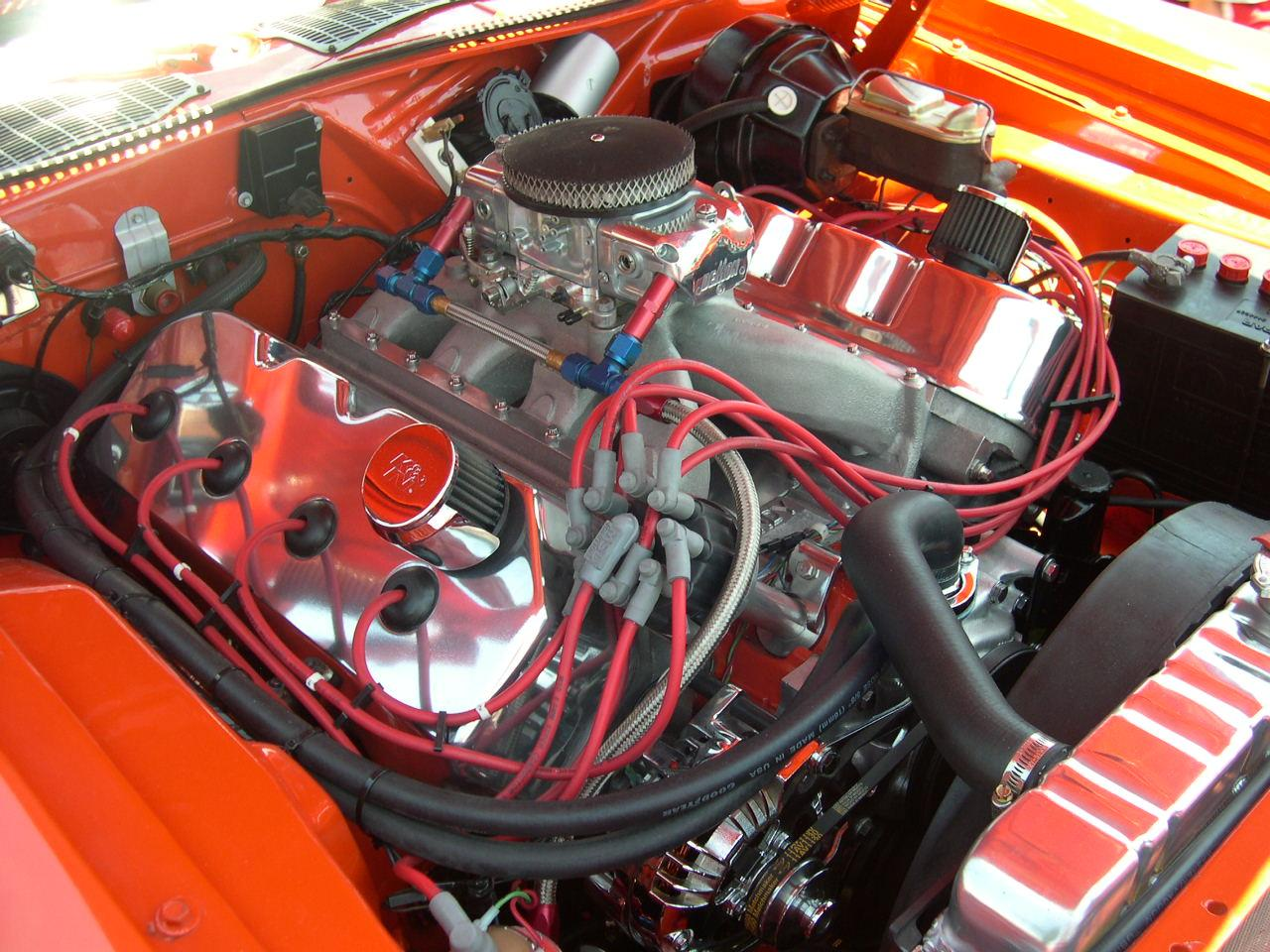

Hemi (произносится хеми; происходит от HEMIspherical — «полусферический») — двигатель внутреннего сгорания с полусферическими камерами сгорания. Первоначально был разработан фирмой Chrysler для применения на боевом истребителе P-47 Thunderbolt.
Верхний свод камеры сгорания цилиндра был выполнен в виде полусферического купола, на котором находились два клапана и свеча зажигания. Нижняя поверхность камеры сгорания образуется поршнем, имеющим плоскую поверхность. Другие двигатели использовали, и в основном используют по сей день цилиндрические камеры сгорания — с плоской поверхностью поршня и верхнего свода.
Chrysler позиционирует HEMI как «гоночную» технологию для мощных автомобилей и как правило применяется в двигателях V8.
Характерные особенности HEMI также включают привод клапанов одним распредвалом в развале блока цилиндров и рокерами, расположенными на двух валах по разные стороны от центра головки блока.

## Использование
Двигатели HEMI используются в мощных модификациях автомобилей Chrysler, Dodge и Plymouth
- 1966—1970 Dodge Coronet/Plymouth Belvedere
- 1966—1971 Plymouth Satellite
- 1966—1971 Dodge Charger
- 1967—1971 Plymouth GTX
- 1968 Dodge Dart
- 1968 Plymouth Barracuda
- 1968—1971 Dodge Super Bee
- 1968—1971 Plymouth Roadrunner
- 1969 Dodge Charger Daytona
- 1970 Plymouth Superbird
- 1970—1971 Plymouth Barracuda
- 1970—1971, 2008-наши дни Dodge Challenger
- 1970 Monteverdi Hai 450
- 2004 Dodge Durango 5,7HEMI
- 2005 Chrysler 300C Hemi v8, Dodge Ram 1500, Dodge ram 2500
- 2006 Jeep Grand Cherokee SRT8 6,1
- 2005-2014 Jeep Grand Cherokee 5.7
- 2006-2010 Jeep Commander 5.7
- 2010 Jeep Grand Cherokee SRT8 6,4
- 2008 Dodge Challenger SRT8 6.1

## Преимущества
- Использование полусферической камеры сгорания позволяет сократить тепловые потери и, как следствие, повысить тепловую эффективность двигателя.
- Расположение клапанов под углом, а не в одной плоскости, как в обычных двигателях позволяет увеличить размер клапанов.
- Увеличенные клапаны позволяют улучшить вентиляцию камеры сгорания и повысить выходную мощность.
- Такая форма свода камеры позволяет выполнить каналы, по которым перемещается топливо-воздушная смесь, менее изогнутыми, что приводит к уменьшению сопротивления потоку смеси. В совокупности с увеличенными размерами клапанов это увеличивает всасывающую способность двигателя.

## Недостатки
- Для достижения больших степеней сжатия приходилось применять более сложную форму поршней.
- Повышенные требования к октановому числу топлива (в настоящее время устаревшая проблема родом из 1970-х, когда большинство автомобилей потребляли низкооктановый бензин А76, а Hemi использовал А92).
- Расход топлива на старых моторах мог колебаться от 30 до 100 л. на 100 км. На новых расход в пределах 10-30 л. отчасти за счёт использования технологии MDS (Multi Displacement System), позволяющей отключить половину цилиндров.